# دوري هونغ كونغ لكرة القدم 2003–04
دوري هونغ كونغ لكرة القدم 2003–04 (بالصينية: 2003–04年香港甲組足球聯賽) هو الموسم 59 من دوري هونغ كونغ لكرة القدم ‏. كان عدد الأندية المشاركة فيه 10، وفاز فيه نادي سون هي.